# (249044) Barrymarshall
(249044) Barrymarshall est un astéroïde de la ceinture principale.

## Description
(249044) Barrymarshall est un astéroïde de la ceinture principale. Il fut découvert le 15 octobre 2007 à Vallemare Borbona par Vincenzo Silvano Casulli. Il présente une orbite caractérisée par un demi-grand axe de 2,21 UA, une excentricité de 0,21 et une inclinaison de 4,3° par rapport à l'écliptique.